# Cédric Ochsner
Cedric Ochsner (3 giugno 1998) è un ex sciatore alpino svizzero.

## Biografia
Specialista delle prove veloci attivo dal novembre del 2014, in Coppa Europa Ochsner ha esordito il 6 gennaio 2017 a Wengen in supergigante (60º) e ha colto l'unico podio il 25 gennaio 2020 a Orcières in discesa libera (2º); ha disputato una sola gara in Coppa del Mondo, la discesa libera di Kvitfjell del 7 marzo 2020 (23º), e ha preso per l'ultima volta il via in Coppa Europa il 15 febbraio 2022 a Oppdal in supergigante (25º). Si è ritirato al termine di quella stessa stagione 2021-2022 e la sua ultima gara è stata il supergigante dei Campionati svizzeri 2022, disputato il 25 marzo a Sankt Moritz; non ha preso parte a rassegne olimpiche o iridate.

## Palmarès

### Coppa del Mondo
- Miglior piazzamento in classifica generale: 146º nel 2020

### Coppa Europa
- Miglior piazzamento in classifica generale: 27º nel 2020
- 1 podio:
  - 1 secondo posto